# 韓哲
韓 哲（はん ちょる、朝: 한철、1973年4月23日 -）は、TBSテレビのドラマディレクター、プロデューサー。東京都出身。

## 略歴
麻布中学校・高等学校を経て、早稲田大学商学部卒業。1997年、TBSに入社し、報道局報道番組センターに配属。以降、報道、情報、バラエティのディレクターとして活躍。
2006年、ドラマ制作部に異動。2012年、映画『桜蘭高校ホスト部』で映画初監督を務める。
好きな球団は阪神タイガース。

## 代表作

### ドラマ

#### 演出作品
- ジョシデカ!-女子刑事-（2007年）
- Tomorrow〜陽はまたのぼる〜（2008年）
- おひとりさま（2009年）
- 特上カバチ!!（2010年）
- 新参者（2010年）
- 冬のサクラ（2011年）
- 桜蘭高校ホスト部（2011年）
- ATARU（2012年）
  - ATARUスペシャル〜ニューヨークからの挑戦状!!〜（2013年）
- IQ246〜華麗なる事件簿〜（2016年）
- コウノドリ（2017年）
- 集団左遷!!（2019年）

#### プロデュース作品
- 冬のサクラ（2011年）
- 桜蘭高校ホスト部（2011年）
- ATARU（2012年）
  - ATARUスペシャル〜ニューヨークからの挑戦状!!〜（2013年）
- S -最後の警官-（2014年）
- ママとパパが生きる理由。（2014年）
- アルジャーノンに花束を（2015年）
- 家族ノカタチ（2016年）
- IQ246〜華麗なる事件簿〜（2016年）- 協力プロデュース
- ハロー張りネズミ（2017年）
- チア☆ダン（2018年）
- 18/40〜ふたりなら夢も恋も〜（2023年）
- スロウトレイン（2025年） - 協力プロデューサー

#### 編成担当
- コウノドリ（2015年）
- アルジャーノンに花束を（2015年）
- 家族ノカタチ（2016年）

### バラエティ

#### 演出作品
- さんま・玉緒のお年玉あんたの夢をかなえたろかスペシャル（2005年）

### 映画

#### 監督作品
- 映画 桜蘭高校ホスト部（2012年）

#### プロデュース作品
- 劇場版 ATARU THE FIRST LOVE & THE LAST KILL（2013年）
- S -最後の警官- 奪還 RECOVERY OF OUR FUTURE（2015年）